# 長行 (北九州市)
長行（おさゆき）は、福岡県北九州市小倉南区の地名および地域名。現在地名としては住居表示未実施の大字長行（〒803-0271）、住居表示実施済みの長行西（おさゆきにし）一-五丁目（〒803-0272）及び長行東（おさゆきひがし）一-三丁目（〒803-0273）の3つが存在する。

## 概要
「長行」の名は、住居表示の実施に伴い地名として復活した「長尾」と、現在は町内会や地域の行事に名前をとどめるのみとなった「能行」（のうぎょう）から一字ずつを取って成立したものである。大字長行はその後住居表示の実施に伴い複数の町名に分割。現在の地名に照らすと範囲としては、大字長行・長行西一-五丁目・長行東一-三丁目のほかに長尾一-六丁目、高野一-五丁目が含まれるほか、徳吉地区（徳吉東・徳吉西・徳吉南）の一部が含まれる。
1889年（明治22年）4月1日の町村制施行に伴い、合馬村などと合併して企救郡西谷村の一部となった。
後述の住宅地化と国道322号の拡幅もあり、主に紫川に近い長尾・能行の一部エリアで都市化が進み、人口が増加。北九州市立長行小学校は児童数急増で校内パンク寸前となったため、1981年（昭和56年）4月、新たに北九州市立長尾小学校が開校。長行西は長尾小学校の校区となった。
ただし、都心部から離れていることなどもあって、近年は人口が横ばいから減少局面に転じており、長行・長尾両小学校とも他地区の例に漏れず児童数の減少にみまわれている。

### 住宅地
第二次世界大戦後も、山村のたたずまいを残していたが、現在のURによる徳力団地開発を契機として、積水ハウスなどが地区内で大規模な住宅団地を開発されている。

## 歴史

### 沿革
- 1887年（明治20年） - 企救郡内の長尾村、能行（のうぎょう）村、祇園町（ぎおんまち）村及び高野村が合併し、「長行村」発足。
- 1889年（明治22年）4月1日 - 町村制施行により企救郡内の長行村、徳吉村、辻三村、合馬村及び田代村が合併し西谷村が発足、旧長行村は西谷村大字長行となる。
- 1941年（昭和16年）4月1日 - 西谷村は中谷村とともに小倉市へ編入され西谷村は廃止。西谷村大字長行は小倉市大字長行となる。
- 1963年（昭和38年）2月10日 - 小倉市は合併により北九州市となる。小倉市大字長行は北九州市小倉区大字長行となる。
- 1974年（昭和49年） - 健和会、長行病院開設。
- 1974年（昭和49年）4月1日 - 小倉区分区により長行地区は小倉南区の所属となる。
- 1977年（昭和52年） - 積水ハウスが町域で造成を進めていた住宅団地が竣工、これを契機として人口が急増。
- 1981年（昭和56年）4月 - 北九州市立長尾小学校開校。現在の長尾の一部、高野、大字長行、長行西、徳吉南の一部、徳吉西の一部が長行小学校の通学区から切り離され長尾校区となる。
- 1996年（平成8年） - 健和会、長行病院を「おさゆきリハビリテーション病院」に改称。
- 2012年（平成24年） - 健和会、おさゆきリハビリテーション病院を廃院し、大手町病院近くに移転。

## 交通

### 道路
- 国道322号：長行地区を南北に通過。南方面は香春町・田川市方面、北方面は小倉市街地方面へ延びている。
- 福岡県道63号長行田町線：国道322号「長行」交差点から北方面へ延びている。国道322号と並行する形で小倉市街地方面へ延びる。
- 福岡県道269号合馬長行線：県道長行田町線「長尾小学校入口」交差点から分岐。西方向へ延び合馬方面へ向かっている。

### 路線バス
住宅団地開発による人口増を契機として、西鉄バス北九州の乗り入れが始まり、今に至る。町域内を通る路線は以下の通り。
- 12 若園線
- 21 今町線
- 45 蒲生線
- 49 門司駅～山田線

以下は国道322号を走る路線。長行東地区を通る。
- 6 門司〜中谷線
- 32 志井線（三萩野方面のみ）
- 36 志井線（三萩野方面のみ）

かつては北九州モノレール徳力嵐山口駅と長行の住宅団地地区を結ぶルートもあったが、連絡区間の路線免許そのものが返上され廃止された。

## 主な施設
長行地区はほとんどが住宅地・農地であるため、公共性が高い大規模な施設は少ない。
- 北九州市立長行小学校（長行東3丁目）
- 北九州市立長尾小学校（長尾4丁目）
- 社会福祉法人双葉会（長行東3丁目）：児童養護施設、保育園、老人福祉施設を運営。
- 九州電力西谷変電所（高野6丁目）
- 積水ハウス 北九州カスタマーズセンター、積水ハウスリフォーム 北九州営業所（高野1丁目）：かつて長行地区内で住宅団地開発を行ったこともあり、小倉都心部からアフターケア部門を移した。
- 西松屋小倉南店（長尾1丁目）

### かつて存在した施設
- 健和会おさゆきリハビリテーション病院（大字長行、2012年廃止）